# Moschea di Sehzade
La moschea di Sehzade (in turco Şehzade Camii, lett. "Moschea del principe") è una moschea ottomana situata del distretto di Fatih, nel quartiere di Şehzadebaşı, su una collina di Istanbul in Turchia. Essa è anche nota come “moschea del principe”.

## Storia
La moschea di Sehzade venne commissionata dal sultano Solimano il Magnifico in memoria del suo figlio maggiore, principe (in Turco: Şehzade) Mehmet, che morì di vaiolo, all'età di 21 anni, nel 1543, anche se alcuni propendono per una diversa causa. Essa fu il primo lavoro importante dell'architetto Mimar Sinan e venne completata nel 1548. Viene considerata, dagli storici dell'arte, come il primo capolavoro dell'architettura ottomana classica.

## Architettura

### Esterno
La moschea dispone di un ampio cortile colonnato (avlu) di superficie pari a quella della moschea. Esso è contornato da un portico sormontato da cinque cupole per lato, con archi alternati in marmo bianco e rosa. Al centro vi è una fontana per le abluzioni (şadırvan), che venne fatta costruire successivamente dal sultano Murad IV. I due minareti sono dotati di sculture in bassorilievo con inserimenti di terracotta.
La moschea è a pianta quadrata, sormontata da una cupola centrale fiancheggiata da quattro mezze cupole. La cupola è sostenuta da quattro grandi pilastri, ha un diametro di 19 metri ed è alta 37. Fu in questa moschea che Sinan adottò, per la prima volta, la tecnica di inserire delle gallerie colonnate lungo i lati nord e sud, al fine di nascondere i contrafforti.

### Interno

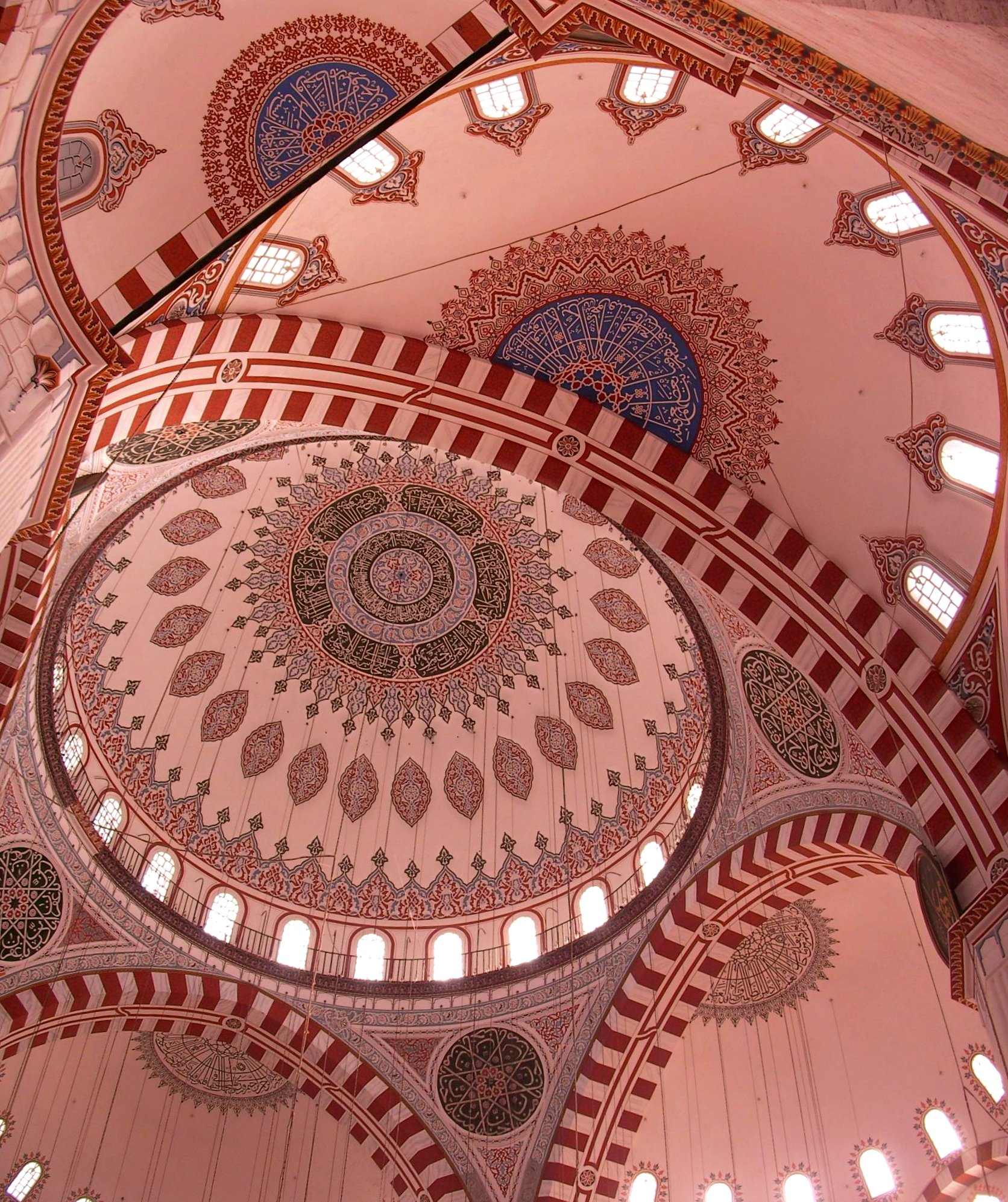
Particolare della cupola

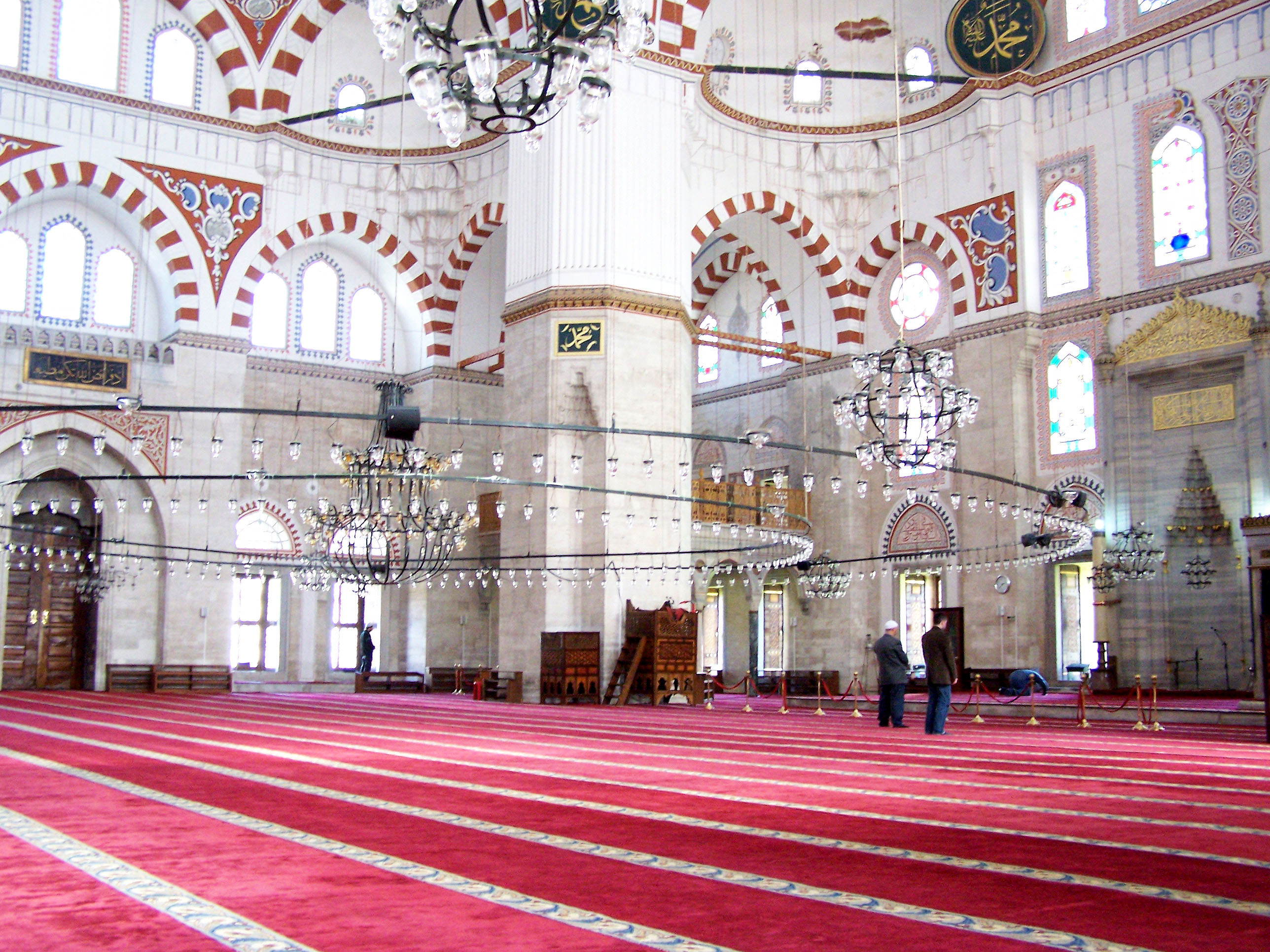
Interno della moschea

L'interno della moschea Sehzade è a pianta simmetrica, con l'area sotto la cupola centrale espansa tramite quattro semi cupole, una su ogni lato, a forma di quadrifoglio. Questa tecnica non era del tutto riuscita, in quanto isolava i quattro enormi pilastri necessari a sostenere la cupola centrale, e non venne mai più ripetuta da Sinan. L'interno della moschea ha un design molto semplice.

## Il complesso
Il complesso (Külliye) della moschea è situato fra la moschea di Fatih e la moschea di Bayezid II. Esso è costituito dalla moschea, dal mausoleo (türbe) del principe Mehmet (che venne completato prima della moschea), da due scuole coraniche (medresse), da una cucina pubblica per i poveri (imaret) e da un caravanserraglio. La moschea ed il cortile sono circondati da mura che li separano dal resto del complesso.

### Tomba di Sehzade
I mausolei imperiali sono noti per il loro uso generoso di ceramiche di İznik. Il primo ed il più grande ad essere costruito fu quello di Sehzade Mehmet, una struttura ottagonale con muri in pietra policroma, stipiti in cotto, archi ed un portico in opus sectile. La doppia cupola è scanalata. Un'iscrizione, in versi in persiano sopra la porta d'ingresso, riporta la data della morte del principe e suggerisce che l'interno della türbe è come un giardino del Paradiso. L'interno è rivestito, dal pavimento alla cupola, con piastrelle di Iznik estremamente rare, colorate in verde e giallo limone e le finestre hanno vetri policromi. Una curiosa caratteristica della tomba è un baldacchino, in legno di noce, sopra il sarcofago. All'interno della türbe sono anche le tombe della figlia del principe Mehmed, sua figlia Hümaşah Sultan e di suo fratello Cihangir.
A sinistra e dietro la türbe di Sehzade vi è quella del Gran Visir Rüstem Pasha, anch'essa opera di Sinan. Rüstem Pasha era il genero di Solimano il Magnifico. Così come per la moschea di Rustem Pasha, venne utilizzata un'enorme quantità di piastrelle di Iznik. Presso il cancello di accesso al complesso vi è la tomba del Gran Visir Ibraham Pasha, genero di Murad III, che morì nel 1601. La tomba venne progettata da Dalgıç Ahmed Çavuş ed è simile a quella di Sehzade sia nel disegno che nell'utilizzo delle decorazioni in maiolica.